# Аппарат Доллежаля

Реакторный зал АДЭ-2. Сам реактор находится под металлической «крышкой», висящие справа на стене стержни вставляются вертикально в реактор краном и дают представление о глубине реактора.

Аппарат Доллежаля, сокр. АД и АДЭ (Аппарат Доллежаля энергетический) — серия уран-графитовых двухцелевых ядерных реакторов, основной задачей которых была наработка оружейного плутония, побочной задачей — выработка электроэнергии и горячей воды для водоснабжения и отопления населённого пункта. Канальный ядерный реактор на тепловых нейтронах с графитовым замедлителем и прямым проточным водным охлаждением. Всего было построено 6 реакторов данной серии, первые три — на Горно-химическом комбинате в Железногорске, следующие три на Сибирском химическом комбинате в Северске. Дальнейшим эволюционным развитием конструкции АДЭ стали энергетические реакторы РБМК.
Разработка проекта реактора «АД» была поручена конструкторскому бюро артиллерийского завода № 92 в г. Горьком (главный конструктор — И. И. Африкантов — ныне это ОКБМ его имени). Первому промышленному реактору был присвоен индекс ЛБ-120 (ЛБ — Лаврентий Берия, 120 взято от условного наименования плутония — теллур-120), который, по известным причинам, был заменен индексом ОК-120 (ОК — особая конструкция, закрытое наименование — реактор «АД»).
После чернобыльской аварии на промышленных реакторах было выполнено около 100 модернизаций, полностью исключивших возможность аварии чернобыльского типа. Главное отличие от РБМК — ряд конструктивных особенностей, обеспечивающих их повышенную внутреннюю самозащищенность:
- Паровой коэффициент реактивности разогретого реактора, хотя и имеет слабоположительное значение, но оно существенно меньше, чем у РБМК, а значит, неуправляемый разгон мощности реактора исключен;
- Время ввода в активную зону стержней управления и защиты не превышает 6 с, и нежелательные процессы за такой короткий срок не могут развиться;
- В качестве основного делящегося материала используется необогащенный уран природной концентрации по изотопу уран-235, т.е. количество локальных критических масс в активной зоне ПУГР в десятки раз меньше, чем в РБМК;
- Средняя температура графита в активной зоне ПУГР существенно меньше, чем в РБМК, т. е. ПУГР имеет значительно более низкую запасенную в активной зоне энергию.[1]

## Экземпляры

Церемония остановки реактора АДЭ-2, 2010 год

- Предшественник — реактор ЭИ-2, запущен в 1958.
- АД — Горно-химический комбинат, запущен в 1958, остановлен в 1992[2].
- АДЭ-1 — Горно-химический комбинат, запущен в 1961, остановлен в 1992. В энергетическом режиме не работал, был использован только для наработки плутония.
- АДЭ-2 — Горно-химический комбинат, запущен в 1964, остановлен в 2010. Последний остановленный советский реактор-наработчик плутония, задержка в остановке была вызвана необходимостью постройки замещающей ТЭЦ для отопления города (Красноярская ТЭЦ-4)[3][4].
- АДЭ-3 — Сибирский химический комбинат, запущен в 1961, остановлен в 1992.
- АДЭ-4 — Сибирский химический комбинат, запущен в 1963, остановлен в 2008.
- АДЭ-5 — Сибирский химический комбинат, запущен в 1965, остановлен в 2008.

## Производство плутония
| Реактор | Кол-во плутония, т | Сроки работы                  | Мощность  |
| ------- | ------------------ | ----------------------------- | --------- |
| АД      |                    | 34 года                       |           |
| АДЭ-1   | 12,3               | 20.07.1961—29.09.1992, 31 год | 1600/1900 |
| АДЭ-2   | 18,2               | 25.01.1964—15.04.2010, 46 лет | 1600/1900 |
| АДЭ-3   | 11,9               | 31 год                        | 1600/1900 |
| АДЭ-4   | 17,7               | 40 лет                        | 1600/1900 |
| АДЭ-5   | 17,1               | 39 лет                        | 1600/1900 |

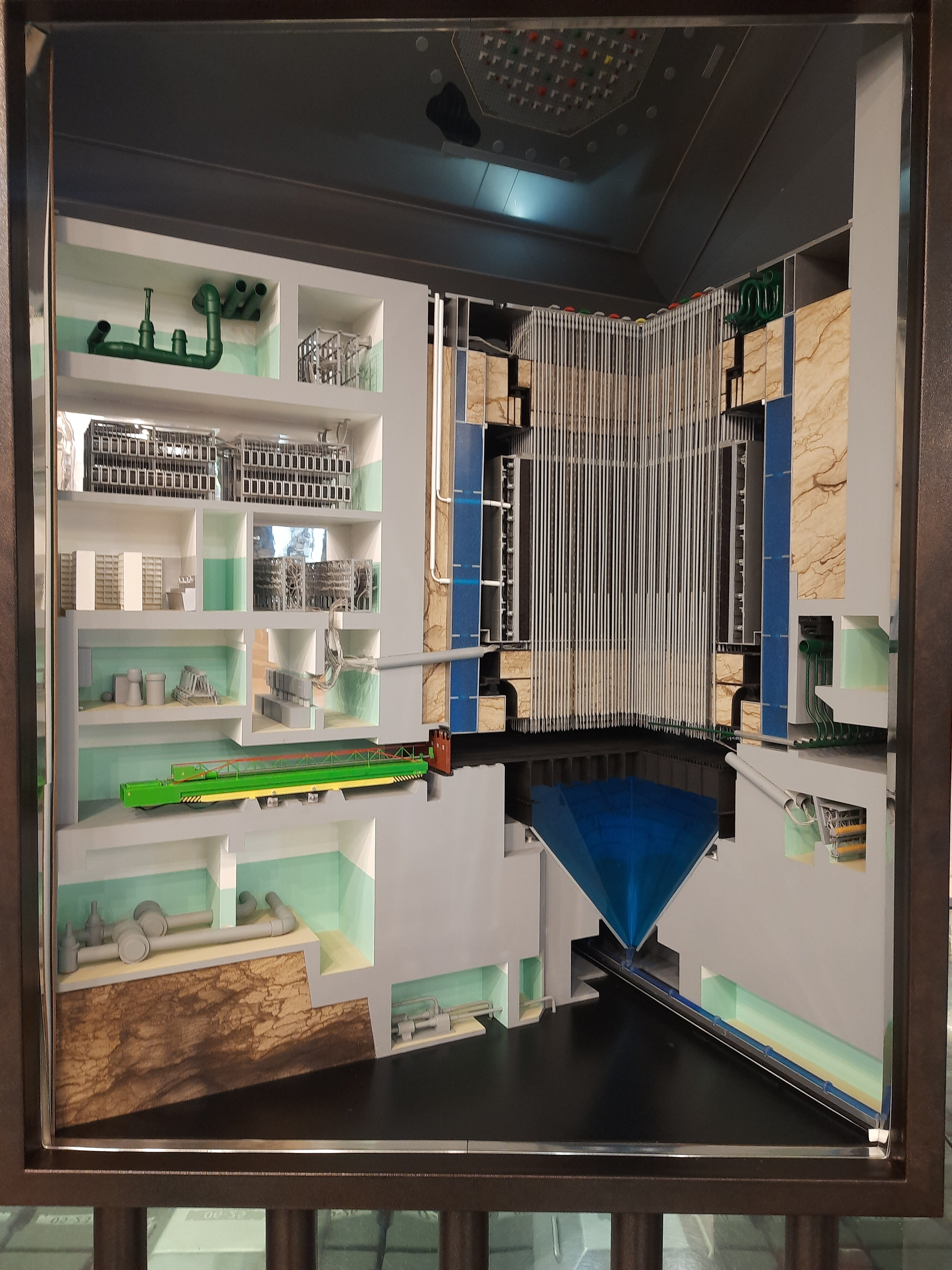
Модель реактора в музее Горно-химического комбината

В среднем наработка плутония на реактор равняется 500 кг в год.
АДЭ-2 показал крайне большой срок работы для ядерного реактора.